# イート
ノア・オリヴィエ・スミス（Noah Olivier Smith、2000年2月26日 - ）は、イート（Yeat、時にYEATと表記される）として知られるアメリカ合衆国のラッパー、音楽プロデューサーである。

## 来歴
ノア・オリヴィエ・スミスことイートは、2000年2月26日にカリフォルニア州アーバインで、ルーマニア人の母と、イギリスおよびメキシコ系の血を引くアメリカ人の父の間に生まれた。父方の祖母はメキシコのティフアナ出身のメキシコ人で、祖父はイギリス系アメリカ人である。イートには2人の弟がいる。幼少期をカリフォルニア州フラートンで過ごした後、家族とともにオレゴン州ポートランドに移住し、近郊の町レイクオスウィーゴにあるレイクリッジ高校に通った。高校卒業後、イートはニューヨーク市に短期間移住した後、音楽キャリアを追求するためにロサンゼルス大都市圏に戻った。

## キャリア

### 2015年–2021年：キャリア初期
イートは2015年にキャリアを開始し、当初はLil Yeatという名前で音楽を制作していたが、これらのリリースはその後インターネット上から削除されている。2018年6月30日、イートは現在の名義で初めて公の場に姿を現し、YouTubeチャンネルのElevatorで「Brink」というトラックを初公開した。イートは、ハイになっているときに、人々に馴染みのあるような一単語を考え出そうとしてYeatという名前を思いついたと述べている。彼のステージネームは、「yeet」と「heat」の組み合わせであるとも言われている。イートは、LSDの使用が自身の音楽キャリアを追求する助けになったと語っている。彼は2018年9月20日に初のミックステープ『Deep Blue Strips』をリリースした。2019年2月21日には、楽曲「Stay Up」のミュージックビデオをElevatorで初公開した。

### 2021年–2022年：バイラルな成功、『Up 2 Më』と『2 Alivë』
イートは2021年、TikTokなどのプラットフォームを通じてオンラインでバイラルな成功を収めた。『ピッチフォーク』のMano Sundaresanは、「ここ数年、影響力のあるオンライン・ラップ・コレクティブSlayworldで腕を磨いてきたイートは、常に仲間たちよりも少し奇妙で、その結果、マイナーな人物と見なされていた。しかし2021年、彼のシュールレアリスティックな傾向が彼のスーパーパワーとなった」とコメントしている。イートの音楽は、2021年6月11日にリリースされたミックステープ『4L』に続いてオンラインで注目を集め始めた。『4L』には特に「Sorry Bout That」や「Money Twërk」といった楽曲が収録されていた。
8月にはEP『Trëndi』をリリースし、「Mad bout that」と「Fukit」でさらに成功を収めた。同じく8月には、彼の楽曲「Gët Busy」のスニペットがオンラインで拡散され、リリース時にはメディアやファンから大きな注目を集めた。この曲は特に、「this song already was turnt but here's a bell（この曲はすでに盛り上がってたけど、ここに鐘の音を持ってきた）」というラインでメディアに注目され、その直後に彼の曲で頻繁に取り入れられる教会の鐘の音が鳴り響く。ラッパー仲間であるドレイクやリル・ヨッティもこのラインに言及した。
9月10日、イートはインタースコープ・レコードおよびFoundation Mediaとのアルバム1枚の初期契約を通じて、デビュー・スタジオ・アルバム『Up 2 Më』をリリースした。このアルバムは批評家から概ね好意的な評価を受けた。インタースコープおよびFoundationとの限定契約が終了した後、イートはZack Biaに交わした約束を果たし、後者のField Trip Recordings、およびConor AmbroseのListen to the Kidsと、ゲフィン・レコードおよびインタースコープ・レコードとのジョイントベンチャーとして契約した。
2022年1月22日、『Up 2 Më』はBillboard 200に初登場し、当初は183位だったが、最終的には58位まで上昇した。同月後半、イートは次作アルバム『2 Alivë』を2月中旬にリリースすることを示唆した。彼の楽曲「U Could Tëll」は、1月30日に放送されたドラマ『ユーフォリア』のエピソード「You Who Cannot See, Think of Those Who Can」で使用された。
2月11日、シングル「Still Countin」がコール・ベネット監督のミュージックビデオとともにリリースされた。2月18日、イートはGeffen Records、Field Trip Recordings、Listen to the Kids、Twizzy Richを通じてセカンド・スタジオ・アルバム『2 Alivë』をリリースした。このアルバムはビルボード200で6位に初登場し、約36,000枚を売り上げ、自身最高位を記録したプロジェクトとなった。4月1日には、『2 Alivë』のデラックス版である『2 Alivë (Geëk Pack)』がリリースされた。4月29日には、Internet Money Recordsとのコラボレーション・シングル「No Handoutz」をリリースした。
6月28日、イートは映画『ミニオンズ フィーバー』のプロモーションのためLyrical Lemonadeが制作したトレイラー用に依頼されたシングル「Rich Minion」をリリースした。この曲はリリース後、2022年夏に映画が劇場公開されていた際に、フォーマルな服装で映画館の上映に参加する人々が関わるインターネット・ミーム「GentleMinions」と関連付けられた。

### 2022年–現在：『Lyfë』、『AftërLyfe』、『2093』、『LYFESTYLE』
2022年9月2日、イートはEP『Lyfë』からのシングル「Talk」をリリースした。EP自体はその1週間後の9月9日にリリースされ、ビルボード200で10位に初登場した。
2023年2月24日、イートは3枚目のスタジオ・アルバム『AftërLyfe』をリリースした。このアルバムにはヤングボーイ・ネヴァー・ブローク・アゲインのほか、イートの別人格であるKranky KrankyやLuh Geekyもフィーチャーされている。このアルバムはビルボード200で4位、ビルボード・ラップ・アルバム・チャートで1位を記録した。5月3日、イートはシングル「Already Rich」をリリースした。非公式に「ard up」という名前で呼ばれていたこの曲は、元々2021年にリークされ、TikTokなどのソーシャルメディアアプリでささやかな成功を収めていた。5月26日には、アトランタのラッパーヤング・サグをフィーチャーしたシングル「My wrist」がリリースされた。この曲はプロデューサーPi'erre Bourneによるプロデュースが特徴である。8月10日、イートはコール・ベネット監督のミュージックビデオとともにシングル「bigger thën everything」をリリースした。10月6日、イートはドレイクのアルバム『For All the Dogs』収録のトラック「IDGAF」にフィーチャーされた。この曲はBillboard Hot 100で2位に初登場し、彼にとって初のトップ10入りを果たし、Billboard Global 200では初の1位を獲得した。
2024年2月16日、イートは4枚目のスタジオ・アルバム『2093』をリリースした。このアルバムにはリル・ウェインとフューチャーがフィーチャーされ、「Power Trip」にはドナルド・グローヴァーがゲスト参加している。『2093』はBillboard 200で2位に初登場した。「Breathe」と「If We Being Rëal」はソーシャルメディアプラットフォームでバイラルヒットした曲の一部となった。そのわずか1日後、『2093 (P2)』がリリースされた。これには2曲のボーナストラックが含まれていた。数日後、『2093 (P3)』がデジタルダウンロード限定で4曲のボーナストラックと共にリリースされた。グローヴァーとイートは再び協業し、イートはグローヴァーのアルバム『Bando Stone & the New World』にフィーチャーされた。
2024年4月、イートはInstagramのストーリーで、『2093』に続く2つのスタジオ・アルバム、『LYFESTYLE』と『A Dangerous Lyfë』がそれぞれリリースされることを認めた。イートのレーベルLyfestyle CorporationのInstagramアカウントへの投稿を通じて、『LYFESTYLE』が10月中にリリースされることが確認された。アルバムは2024年10月18日にリリースされ、ビルボード200で初登場1位を記録し、イートにとって初のナンバーワンデビューとなった。
2025年3月、ピッチフォークは記事の中で、イートとドン・トリヴァーが2025年にコラボレーション・アルバムをリリースし、2025年6月20日に開催されるSummer Smash 2025フェスティバルで共にヘッドライナーを務めることを確認したが、アルバムに関する記述は後に記事から削除された。

## 音楽性
キャリアの初期から、イートはオートチューンを多用したボーカルを活用してきた。2021年には、より攻撃的でシンセベースのサウンドを取り入れ、活気のあるボーカルデリバリーとEDM、フューチャー、ヤング・サグに影響を受けたSoundCloudの定番となった「レイジ・ビート」を使用するラッパーの成長株に加わった。イートは、後者の2人を自身の最大のインスピレーションの一つとして挙げている。また、幼少期に最も影響を受けた人物の一人としてアメリカのラッパー、T-ペインを挙げており、彼を「オートチューンのGOAT（史上最高）」と呼んでいる。イートの代表的なボーカルプリセットは、かつて頻繁にコラボレーションしていたミュージシャン仲間のワイランドから提供されたボーカルチェインに基づいている。
『2093』では、イートはより未来的で実験的なサウンドを使用し、楽曲にレイジやエレクトロの要素を取り入れている。
また、イートは自身の音楽にユニークな専門用語を用いることでも知られており、「twizzy」「krank」「luh geeky」といったアドリブやフレーズを考え出し、歌詞の中では高級SUVを「トンカ・トラック」または「トンカ」と呼ぶことが多い。彼の父親が、イートが子供の頃に自分で言葉を作り出していたことが、これらのユニークな言葉を生み出すインスピレーションの一つとなっている。
イートの音楽の特定の側面は、彼を様々なインターネット・ミームやトレンドと関連付けることにつながっており、特に彼の音楽における鐘の音の頻繁な使用がその例である。ブレイクした曲の一つ「Gët Busy」では、「This song already was turnt but here's a bell（この曲はすでに盛り上がってたけど、ここに鐘の音を持ってきた）」とラップし、その後トラックの残り全体にわたって鐘の音が鳴り響く。

## ディスコグラフィ
スタジオ・アルバム
- Up 2 Më（2021年）

- 2 Alivë（2022年）

- Lyfë（2022年）

- AftërLyfe（2023年）

- 2093（2024年）

- LYFESTYLE（2024年）

- A Dangerous Lyfë（2025年リリース予定)